# Парачин (община)
Парачин (серб. Параћин) — община в Сербии, входит в Поморавский округ.
Население общины составляет 56 913 человек (2007 год), плотность населения составляет 105 чел./км². Занимаемая площадь — 542 км², из них 58,4 % используется в промышленных целях.
Административный центр общины — город Парачин. Община Парачин состоит из 35 населённых пунктов, средняя площадь населённого пункта — 15,5 км².

## Статистика населения общины
| Год  | Население, чел. |
| ---- | --------------- |
| 1991 | 59 261          |
| 2001 | 58 429          |
| 2002 | 58 316          |
| 2003 | 58 140          |
| 2004 | 57 926          |
| 2005 | 57 633          |
| 2006 | 57 306          |
| 2007 | 56 913          |